# Giovanni Girolamo Saccheri

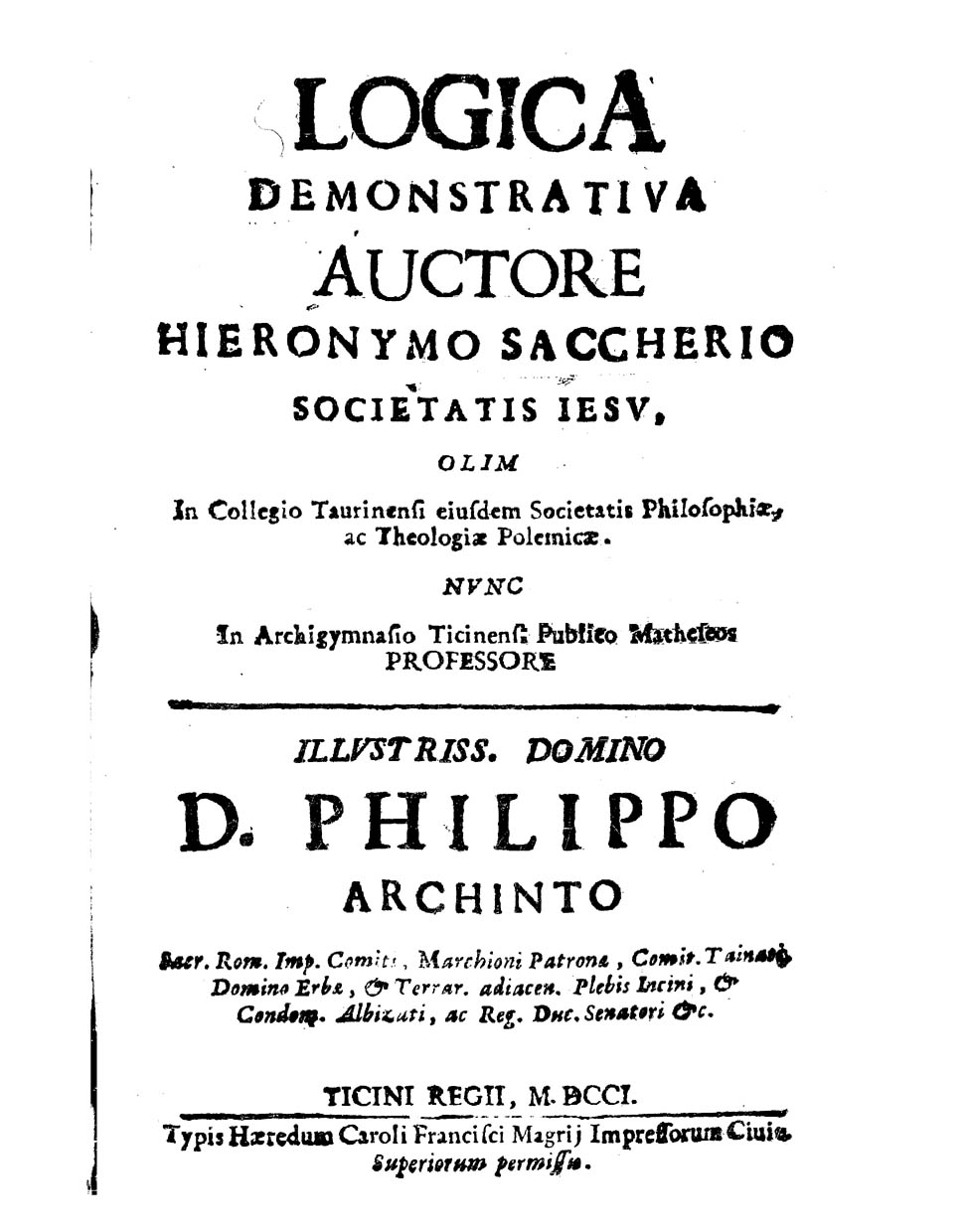
Logica demonstrativa, 1701

Giovanni Girolamo Saccheri, född 5 september 1667 i San Remo, död 25 oktober 1733 i Milano, var en italiensk jesuitpräst och matematiker. I sina försök att bevisa parallellpostulatet ifrån Euklides övriga axiom, härledde han många av de resultat som idag räknas till den hyperboliska geometrin.
Saccheris resultat påminner delvis om dem som ernåddes av Omar Khayyam. Det är okänt huruvida Sacceri hade tillgång till Khayyams arbeten eller ej.